# Johnny Winter
Johnny Winter — другий студійний альбом американського блюзового музиканта Джонні Вінтера. Випущений у червні 1969 року лейблом Columbia Records. Записаний у лютому—березні 1969 року у Нашвіллі.
У 1969 році альбом посів 24-е місце у чарті Billboard 200 журналу Billboard.

## Список композицій
1. «I'm Yours & I'm Hers» (Джонні Вінтер) — 4:33
2. «Be Careful with a Fool» (Джо Джосі, Б.Б. Кінг) — 5:17
3. «Dallas» (Джонні Вінтер) — 2:48
4. «Mean Mistreater» (Джеймс Гордон) — 3:54
5. «Leland Mississippi Blues» (Джонні Вінтер) — 3:32
6. «Good Morning Little School Girl» (Санні Бой Вільямсон I) — 2:45
7. «When You Got a Good Friend» (Роберт Джонсон) — 3:41
8. «I'll Drown in My Tears» (Генрі Гловер) — 4:46
9. «Back Door Friend» (Лайтнін Гопкінс, Стен Льюїс) — 2:55

Раніше невидані/бонус-треки (перевидання 2004)
1. «Country Girl»* (Б.Б. Кінг) — 3:08
2. «Dallas»* (Джонні Вінтер) — 3:37
3. «Two Steps from the Blues»* (Джон Райлі Браун, Дедрік Мелоун) — 2:35

Усі композиції записані у 1969 році у Нашвіллі. Композиції 1—9 були випущені у 1969 році, а 10—12 були видані лише у 2004 році як бонус-треки до перевидання.

## Учасники запису
| - Джонні Вінтер — вокал, гітара - Едгар Вінтер — клавішні, фортепіано, альт саксофон - Анкл Джо Тернер — ударні, перкусія - Томмі Шеннон — бас - Елсі Сентер — бек-вокал - Стівен Ральф Сефсік — альт саксофон - Норман Рей — баритон саксофон - Керрі Госсел — бек-вокал - Волтер «Шейкер» Гортон — губна гармоніка (4) - Карл Герін — труба - Віллі Діксон — акустичний бас - А. Вінн Батлер — тенор саксофон - Пеггі Поуерс — бек-вокал | Технічний персонал - Джонні Вінтер — продюсер - Едді Крамер — продюсер-консультант - Марвін Девоніш — продюсер-асистент - Стівен Пол — текст до платівки |

## Позиції у чартах
Альбоми
| Рік  | Чарт          | Позиція |
| ---- | ------------- | ------- |
| 1969 | Billboard 200 | 24      |

## Деталі релізу
| Рік  | Лейбл    | Формат | Каталог | Країна          |
| ---- | -------- | ------ | ------- | --------------- |
| 1969 | Columbia | LP     | CS 9826 | США             |
| 1969 | CBS      | LP     | S 63619 | Велика Британія |